# La Granja (Miró)
La Granja  (The Farm) é uma pintura a óleo feita por Joan Miró entre o Verão de 1921, em Mont-Roig del Camp e inverno 1922, em Paris. É uma espécie de inventário da casa da fazenda de propriedade de sua família desde 1911, na cidade de Mont-Roig del Camp. O próprio Miró considerou esta obra como uma chave em sua carreira, descrevendo-o como "um resumo de toda a minha vida no campo" e "o resumo de um período de meu trabalho, mas também o ponto de partida para o que viria a seguir."  Ele é preservada na National Gallery of Art, em Washington DC, onde foi dado em 1987 por Mary Hemingway, que vem da coleção particular do escritor norte-americano Ernest Hemingway.[carece de fontes?]